# Maxwell–Boltzmann-eloszlás
A Maxwell–Boltzmann-eloszlás gázokban lévő részecskék sebességéről szól, ahol a részecskék között nincs állandó kölcsönhatás, szabadon mozognak rövid ütközések között. A részecskék sebességének valószínűségét írja le (a sebességvektor hosszát) a rendszer hőmérsékletének függvényében.
James Clerk Maxwellről és Ludwig Boltzmannról nevezték el.
Többnyire azt gondolják a Maxwell–Boltzmann-eloszlásról, hogy az csak a molekuláris sebességekről szól, de vonatkozik a sebességek eloszlására, a nyomatékokra, a molekulák momentumának nagyságrendjére, és mindezek különböző eloszlási valószínűségére is.
Ez a szócikk a sebességek eloszlásáról szól.
Az eloszlásban háromdimenziós vektorok szerepelnek, melyek komponensei függetlenek és normális eloszlásúak '0' középértékkel és a {\displaystyle a} szórással.
Ha {\displaystyle X_{i}} eloszlása {\displaystyle X\sim N(0,a^{2})}, akkor
{\displaystyle Z={\sqrt {X_{1}^{2}+X_{2}^{2}+X_{3}^{2}}}}
a Maxwell–Boltzmann-eloszlást követi {\displaystyle a} paraméterrel. Az {\displaystyle a} paramétertől eltekintve az eloszlás azonos a 3 szabadságfokú khí-eloszlással.

## Alkalmazás
A Maxwell–Boltzmann-eloszlást a termodinamikai egyensúly közelében lévő ideális gázokra alkalmazzák nemrelativisztikus sebességeken, ahol a kvantummechanikai hatás elhanyagolható.
A kinetikus gázelmélet alapjául szolgál, megmagyarázza a gázok alapvető tulajdonságait, mint például a nyomást és a diffúziót.

## Levezetés
Maxwell levezetésében eredetileg a három irány egyenlő mértékben szerepelt, de később Boltzmann elhagyta ezt a feltételezést és a kinetikus elméletet használta.
Az energiákat tekintve a Maxwell–Boltzmann-eloszlás leginkább a Boltzmann-eloszlásból ered:
{\displaystyle {\frac {N_{i}}{N}}={\frac {g_{i}\exp \left(-E_{i}/kT\right)}{\sum _{j}^{}g_{j}\,{\exp \left(-E_{j}/kT\right)}}}\qquad \qquad (1)}
ahol:
- i  a mikroállapot
- Ei  az i mikroállapot energia szintje
- T  a rendszer egyensúlyi hőmérséklete
- gi  az a tényező, mely az azonos energiaállapotban lévő mikroállapotok számát jelzi.
- k  a Boltzmann-állandó
- Ni   az egyensúlyi T hőmérsékleten a molekulák száma az i állapotban (kvantumállapotok hasonló energia állapotokban).
- N a molekulák teljes száma

A fenti egyenletet néha gi degenerációs tényező nélkül írják fel. Ez esetben az “i” index egy egyedi állapotot specifikál a gi állapotok helyett, melyek hasonló Ei energiával rendelkeznek.
Kapcsolatot teremt az energia a és a részecskék hőmérséklete között.
Ebben az egyenletben a nevezőt úgy ismerik, mint a kanonikus partíciós függvény.

## Az impulzusvektor eloszlása
Ez a levezetés nagyban különbözik Maxwell azon levezetésétől, amit később Boltzmann kiegészített. Ez Boltzmann 1877-es megközelítéséhez áll közel.
Arra az esetre, amikor az ideális gáz alaphelyzetben olyan atomokat tartalmaz, melyek nincsenek egymással kölcsönhatásban, minden energia kinetikus energia formában van jelen és a gi, állandó minden i-re.
A kinetikus energia és a lendület közötti kapcsolat részecskékre:
{\displaystyle E={\frac {p^{2}}{2m}}\qquad \qquad (2)}
ahol p² az impulzusvektor négyzete
p = [px, py, pz].
Ekkor átírhatjuk a (1) egyenletet:
{\displaystyle {\frac {N_{i}}{N}}={\frac {1}{Z}}\exp \left[-{\frac {p_{i,x}^{2}+p_{i,y}^{2}+p_{i,z}^{2}}{2mkT}}\right]\qquad \qquad (3)}
Ahol Z a partíció függvény, az (1) egyenlet nevezője. Az “m” a gáz molekuláris tömege, “T” a termodinamikus hőmérséklet és “k” a Boltzmann-állandó.
Ni/N eloszlás arányos a fp sűrűségfüggvénnyel:
{\displaystyle f_{\mathbf {p} }(p_{x},p_{y},p_{z})={\frac {c}{Z}}\exp \left[-{\frac {p_{x}^{2}+p_{y}^{2}+p_{z}^{2}}{2mkT}}\right].\qquad \qquad (4)}
A c normalizáló állandó meghatározásánál figyelembe veendő, hogy 1 annak a valószínűsége, hogy bármely molekulának van impulzusa.
Ezért a (4) egyenlet integráljának minden px, py és pz-re 1-nek kell lennie.
{\displaystyle c={\frac {Z}{(2\pi mkT)^{3/2}}}.\qquad \qquad (5)}
Az (5) egyenletet behelyettesítve a (4) egyenletbe:
{\displaystyle f_{\mathbf {p} }(p_{x},p_{y},p_{z})=\left({\frac {1}{2\pi mkT}}\right)^{3/2}\exp \left[-{\frac {p_{x}^{2}+p_{y}^{2}+p_{z}^{2}}{2mkT}}\right].\qquad \qquad (6)}
Látható, hogy az eloszlás három független, normális eloszlású változó, {\displaystyle p_{x}}, {\displaystyle p_{y}} és {\displaystyle p_{z}} szorzata, {\displaystyle mkT} szórásnégyzettel.
Ráadásul látható, hogy a momentum nagyságrendjének eloszlása megfelel a Maxwell–Boltzmann-eloszlásnak, {\displaystyle a={\sqrt {mkT}}} mellett.
Az impulzus Maxwell–Boltzmann-eloszlása alapvetően megkapható a H-elmélet felhasználásával egyensúlyi állapotban a kinetikus elmélet keretein belül.

## Energiaeloszlás
p² = 2mE esetén, az energia eloszlása:
{\displaystyle f_{E}\,dE=f_{p}\left({\frac {dp}{dE}}\right)\,dE=2{\sqrt {\frac {E}{\pi }}}\left({\frac {1}{kT}}\right)^{3/2}\exp \left[{\frac {-E}{kT}}\right]\,dE.\qquad \qquad (7)}
Mivel az energia arányos a három normális eloszlású impulzuskomponens négyzetével, ez az eloszlás a gamma-eloszlás, és a khí-négyzet eloszlás harmadfokú szabadságfokkal.
Az ekvipartíció-tétel szerint, ez az energia egyenletesen oszlik el a három szabadságfok között, így az egy szabadságfokra jutó energia a khí-négyzet eloszlás szerint oszlik el, egy szabadságfokkal:
{\displaystyle f_{\epsilon }(\epsilon )\,d\epsilon ={\sqrt {\frac {\epsilon }{\pi kT}}}~\exp \left[{\frac {-\epsilon }{kT}}\right]\,d\epsilon }
ahol {\displaystyle \epsilon } egy szabadságfokra jutó energia.
Egyensúlyi állapotban az eloszlás igaz bármely számú szabadságfokra.
Például, ha a részecskék merev dipólusok, három transzlációs szabadságfokkal és kettő járulékos körforgó szabadságfokkal rendelkeznek. Minden egyes szabadságfok energiája a fent említett khí-négyzet eloszlással írható le és a teljes energia a khí-négyzet eloszlással írható le öt szabadságfokkal. Ennek hatása van a gázok hőkapacitás elméletére.

## Sebességvektor-eloszlás
A sebességvektor valószínűségi sűrűsége fv arányos az impulzus valószínűségi sűrűségfüggvényével:
{\displaystyle f_{\mathbf {v} }d^{3}v=f_{\mathbf {p} }\left({\frac {dp}{dv}}\right)^{3}d^{3}v}
és ha p = mv , akkor
{\displaystyle f_{\mathbf {v} }(v_{x},v_{y},v_{z})=\left({\frac {m}{2\pi kT}}\right)^{3/2}\exp \left[-{\frac {m(v_{x}^{2}+v_{y}^{2}+v_{z}^{2})}{2kT}}\right],\qquad \qquad }
mely a Maxwell–Boltzmann-sebességvektor eloszlása.
Látni kell, hogy a Maxwell-Boltzmann sebességvektor-eloszlás a [vx, vy, vz] sebességvektorokra az eloszlások szorzata mindhárom irányra:
{\displaystyle f_{v}\left(v_{x},v_{y},v_{z}\right)=f_{v}(v_{x})f_{v}(v_{y})f_{v}(v_{z})}
Ahol minden egyes irányra az eloszlás:
{\displaystyle f_{v}(v_{i})={\sqrt {\frac {m}{2\pi kT}}}\exp \left[{\frac {-mv_{i}^{2}}{2kT}}\right].\qquad \qquad }
A sebességvektor minden komponense normális eloszlású {\displaystyle \mu _{v_{x}}=\mu _{v_{y}}=\mu _{v_{z}}=0} középértékkel és a szórás
{\displaystyle \sigma _{v_{x}}=\sigma _{v_{y}}=\sigma _{v_{z}}={\sqrt {\frac {kT}{m}}}}
így a vektornak egy háromdimenziós normál eloszlása van, ‘multinormál’ eloszlásnak is hívják, {\displaystyle \mu _{\mathbf {v} }={\mathbf {0} }} középértékkel és
{\displaystyle \sigma _{\mathbf {v} }={\sqrt {\frac {3kT}{m}}}} szórással.

## A sebességeloszlás
A sebesség itt skaláris mennyiség.

Maxwell-Boltzmann molekuláris sebességeloszlás

Az ábra néhány nemesgáz sebességének valószínűségi sűrűségfüggvényét ábrázolja 25 °C hőmérsékleten.
Az y tengelyen s/m a paraméter, így a görbe alatti terület dimenzió nélküli.
Általában a molekulák sebessége érdekel bennünket és nem a komponenseinek vektorai.
A Maxwell–Boltzmann-eloszlás a sebességvektor eloszlásából következik.
A sebesség:
{\displaystyle v={\sqrt {v_{x}^{2}+v_{y}^{2}+v_{z}^{2}}}}
és a térfogat növekménye:
{\displaystyle dv_{x}\,dv_{y}\,dv_{z}=v^{2}\sin \phi \,dv\,d\theta \,d\phi }
ahol a {\displaystyle \theta } és a {\displaystyle \phi } a vektor azimut és útszög (a vektor eltérési szöge) jellemzői.
A normál valószínűségi sűrűségfüggvény integrálása, a sebesség behelyettesítve a vektorkomponensek négyzetének összegével, adja a valószínűségi sűrűségfüggvényt a sebességre:
{\displaystyle f(v)={\sqrt {{\frac {2}{\pi }}\left({\frac {m}{kT}}\right)^{3}}}\,v^{2}\exp \left({\frac {-mv^{2}}{2kT}}\right)}
Ez az egyenlet egyszerűen a Maxwell-eloszlás {\displaystyle a={\sqrt {\frac {kT}{m}}}} szórásparaméterrel.
Rendszerint sokkal jobban érdekel bennünket a részecskék átlagos sebessége, mint az aktuális eloszlásuk. Az átlagos sebesség, a legvalószínűbb sebesség a Maxwell-eloszlásból számítható.

## A tipikus sebességek
A gyakorlatban az eloszlásnál érdekesebb lehet az átlagos sebesség.
A leginkább valószínű sebesség vp, az a sebesség, melyet bármely molekula leginkább felvesz (azonos tömeg esetén) és mely megfelel a f(v) maximum értékének.
Ehhez a  {\displaystyle {\frac {df(v)}{dv}}=0} egyenletet kell megoldani v-re:
{\displaystyle v_{p}={\sqrt {\frac {2kT}{m}}}={\sqrt {\frac {2RT}{M}}}}
Ahol R a gázállandó és M = NA, m az anyag moláris tömege.
A kétatomos nitrogén esetében (N2,mely a levegő fő komponense) szobahőmérsékleten:
{\displaystyle v_{p}=422}m/s 
Az átlagos sebesség a sebességeloszlás matematikai átlaga:
{\displaystyle \langle v\rangle =\int _{0}^{\infty }v\,f(v)\,dv={\sqrt {\frac {8kT}{\pi m}}}={\sqrt {\frac {8RT}{\pi M}}}={\frac {2}{\sqrt {\pi }}}v_{p}}
A vrms effektív sebesség az átlagos sebesség négyzetgyöke:
{\displaystyle v_{\mathrm {rms} }=\left(\int _{0}^{\infty }v^{2}\,f(v)\,dv\right)^{1/2}={\sqrt {\frac {3kT}{m}}}={\sqrt {\frac {3RT}{M}}}={\sqrt {\frac {3}{2}}}v_{p}}
A tipikus sebességek viszonya:
{\displaystyle 0.886\langle v\rangle =v_{p}<\langle v\rangle <v_{\mathrm {rms} }=1.085\langle v\rangle .}

## A relatív sebesség eloszlása
A relatív sebesség:
{\displaystyle u={v \over v_{p}}},
ahol {\displaystyle v_{p}={\sqrt {\frac {2kT}{m}}}={\sqrt {\frac {2RT}{M}}}} a legvalószínűbb sebesség.
Arelatív sebességeloszlás ismerete lehetővé teszi különböző gázok összehasonlítását függetlenül a hőmérséklettől és a molekuláris súlytól.

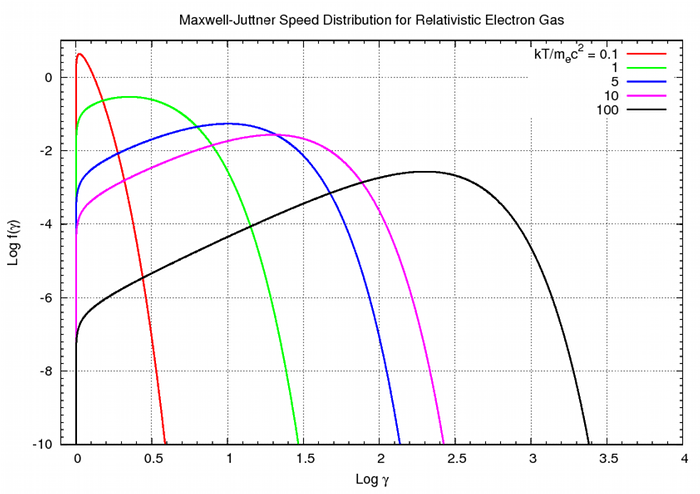
Maxwell-Juttner sebességeloszlás elektrongázra, különböző hőmérsékleteken

Amikor a gáz forrósódik és a kT közelít vagy meghaladja a mc²-t a {\displaystyle \gamma =1/{\sqrt {1-v^{2}/c^{2}}}} valószínűségi eloszlása a relativisztikus maxwelli gáznál a Maxwell–Juttner-eloszlás szerint:
{\displaystyle f(\gamma )={\frac {\gamma ^{2}\beta }{\theta K_{2}(1/\theta )}}\mathrm {exp} \left(-{\frac {\gamma }{\theta }}\right)\qquad (11)}
ahol:
{\displaystyle \beta ={\frac {v}{c}}={\sqrt {1-1/\gamma ^{2}}},} {\displaystyle \theta ={\frac {kT}{mc^{2}}},} és a {\displaystyle K_{2}} a módosított másodrendű Bessel-függvény.
Az impulzussal kifejezve:
{\displaystyle f(p)={\frac {1}{4\pi m^{3}c^{3}\theta K_{2}(1/\theta )}}\mathrm {exp} \left(-{\frac {\gamma (p)}{\theta }}\right)}
Ahol: {\displaystyle \gamma (p)={\sqrt {1+\left({\frac {p}{mc}}\right)^{2}}}}.
A Maxwell–Juttner egyenlet kovariáns.